# Hachette Books
Hachette Books ist eine Buchverlagsmarke der Perseus Books Group, die zu der in den USA ansässigen Verlagsgruppe Hachette Book Group gehört, welche sich wiederum im vollständigen Besitz der französischen Hachette Livre befindet. Das heutige Imprint wurde 1990 unter dem Namen Hyperion Books als Abteilung der Walt Disney Company gegründet, benannt nach der Hyperion Avenue, dem Standort der Walt Disney Studios vor 1939.

## Geschichte

### Hyperion Books
Hyperion Books wurde 1990 von Robert S. Miller unter der Leitung von Disneys damaligem CEO Michael Eisner gegründet, um sowohl Romanliteratur als auch Sachbücher für Erwachsene zu veröffentlichen. Ebenfalls 1990 wurden die Verlage Hyperion Books for Children und Disney Press gegründet, welche beide Kinderbücher veröffentlichten. 1992 wurden dann alle drei Unternehmen in die neu geschaffene Disney Publishing Group, die heutige Disney Publishing Worldwide, eine Abteilung von Disney Experiences, eingegliedert.
Da Hyperion bei der Gründung über keine Backlist verfügte, machte das Unternehmen in den ersten Jahren zunächst Verluste. Mit dem 1994 veröffentlichten Buch Don’t Stand Too Close To a Naked Man von Tim Allen mit mehr als 1,1 Millionen verkauften Exemplaren schrieb Hyperion dann das erste Mal schwarze Zahlen. Es folgten weitere Bestseller wie zum Beispiel The Five People You Meet in Heaven (2003) und For One More Day (2006) von Mitch Albom, Trading Up (2003) und Lipstick Jungle (2005) von Candace Bushnell und The Last Lecture (2008) von Randy Pausch und Jeffrey Zaslow sowie die autobiografischen Bücher The Tender Bar (2005) von J. R. Moehringer und I Shouldn’t Even Be Doing This (2006) von Bob Newhart. Neben Romanen veröffentlichte der Verlag auch Business-Bücher wie The Long Tail von Chris Anderson, Selbsthilfebücher wie Relationship Rescue von Phil McGraw und Kochbücher von Jamie Oliver und Nigella Lawson.
2008 verließ Miller Hyperion, auf dessen freigewordene Stelle als Präsident Ellen Archer folgte, die bereits seit 1999 für das Unternehmen tätig war.

### Hachette Books
Im Juni 2013 kündigte Hachette den Kauf von Disneys Hyperion Books an. Hachette übernahm durch den Kauf von Hyperion eine Backlist von über 1.000 Büchern mit 250 Bestseller-Romanen. Das Imprint Disney-Hyperion, unter dem Bücher für Kinder und junge Erwachsene veröffentlicht werden, blieb dabei in Besitz von Disney.
Zum 31. März 2014 erfolgte dann schließlich die Umbenennung in Hachette Books. Als neuer Verleger wurde Mauro DiPreta ernannt, nachdem dieser Posten nach der Übernahme von Disney übergangsweise von Martha Levin übernommen worden war.
Durch die Reorganisation der Hachette Book Group im Jahr 2018 wurde der bisher eigenständige Verlag Hachette Books als Imprint in die Perseus Books Group, welche seit 2016 wiederum selbst Teil der Hachette Book Group ist, eingegliedert. DiPreta und einige weitere Mitarbeiter verließen in diesem Zuge Hachette.